# Parque Nacional de Miguasha
O Parque Nacional de Miguasha é uma área protegida perto de Carleton-sur-Mer, no Québec, Canadá. Foi criado em 1985 e foi declarado Património Mundial da UNESCO em 1999, por causa dos seus fósseis (do período Devoniano). Tem 87,3 hectares.